# Famille Fleming
Fleming est une famille de la noblesse de Finlande, de Suède et du Danemark,.

## Personnalités
- Erik Fleming (1487–1548),
- Ivar Fleming (-1548),
- Lars Ivarsson Fleming (-1562)
- Herman Fleming (vers 1520–1583),
- Clas Eriksson Fleming (1535–1597),
- Filippa Fleming (-1578),
- Klas Hermansson Fleming (vers 1550–1616),
- Johan Fleming (1578–1599),
- Henrik Klasson Fleming (1584–1650),
- Clas Larsson Fleming (1592–1644),
- Erik Henrikinpoika Fleming (1619–1679),
- Herman Klaunpoika Fleming (1619–1673),
- Lars Klasson Fleming (1621–1699),
- Klas Hermansson Fleming (1649–1685),
- Otto Fleming (1786–1851),